# Kríže
Kríže est un village de Slovaquie situé dans la région de Prešov.

## Histoire
Première mention écrite du village en 1635.

## Démographie

### Évolution de la population
| Année:               | 1994. | 2004.    | 2014.   | 2024.    |
| -------------------- | ----- | -------- | ------- | -------- |
| Nombre de personnes: | 64    | 79       | 74      | 56       |
| Différence:          |       | +23,43 % | -6,32 % | -24,32 % |

| Année:               | 2023. | 2024.   |
| -------------------- | ----- | ------- |
| Nombre de personnes: | 62    | 56      |
| Différence:          |       | -9,67 % |